# Intermission (Filmtechnik)
Intermission nennt man die nicht sehr übliche Unterbrechung in der Mitte eines Spielfilms, um zwei Filmteile voreinander zu trennen und um außerdem dem Zuschauer z. B. die Möglichkeit zu geben, auf die Toilette zu gehen oder sich Verpflegung zu verschaffen. Bei westlichen Filmen sind das Komödien, die Anfang der 1960er Jahre gedreht wurden, und Filme mit Überlänge wie z. B. Der Herr der Ringe.
Diese Pause wird durch die Einblendung des Wortes „Intermission“ eingeleitet, danach wird ungefähr fünf bis fünfzehn Minuten lang ein musikalisches Intermezzo der aus dem Film stammenden Musik dargeboten. Da die Intermission in den Film eingeplant werden muss, hat sie Einfluss auf den Verlauf des Films. So steigert sich bei Eine total, total verrückte Welt (1963) das Chaos kurz vor der Intermission bis fast in das Unerträgliche, um danach trügerisch ruhig zu beginnen. Bei Vierzig Wagen westwärts (1965) kommt es vor Beginn der Intermission zum großen Aufeinandertreffen aller im Film vorkommenden Gruppierungen.
In indischen Filmen mit Intermission wird diese Unterbrechung auch dramaturgisch benutzt. Im ersten Teil der Handlung wird meist die Spannung bis zur dramatischen Wende aufgebaut. Im Teil, der nach der Intermission folgt, beginnt meist der Held ins Chaos zu taumeln, so dass die zweite Hälfte oft auch die actionreichere ist. So ist die Intermission ein wesentliches filmstrukturierendes Mittel.
Bei Fernsehausstrahlungen wird die Intermission meistens aus zeitlichen Gründen herausgeschnitten oder Nachrichtensendungen eingeschoben.
Die Intermission stammt ursprünglich aus dem Theater- und Opernbereich und meint dort die regulär vorkommende Theaterpause, von denen es, gerade bei Opern, mehrere geben kann.
In der Filmkomödie Die Ritter der Kokosnuß (1975) wird eine Intermission kurzzeitig als spaßiges Element eingeblendet, als die Charaktere gerade die Brücke des Todes überqueren.

## Filme mit Intermission (Auszug)
- 1939: Vom Winde verweht
- 1954: Bei Anruf Mord
- 1956: Die zehn Gebote
- 1959: Ben Hur
- 1960: Spartacus
- 1961: El Cid
- 1961: Urteil von Nürnberg
- 1962: Lawrence von Arabien
- 1962: Das war der Wilde Westen
- 1963: 55 Tage in Peking
- 1963: Eine total, total verrückte Welt
- 1964: My Fair Lady
- 1964: Cheyenne
- 1965: Die tollkühnen Männer in ihren fliegenden Kisten
- 1965: Doktor Schiwago
- 1967: Doktor Dolittle
- 1968: 2001: Odyssee im Weltraum
- 1968: Eisstation Zebra
- 1970: Woodstock
- 1970: Patton – Rebell in Uniform
- 1970: Tora! Tora! Tora!
- 1971: Die Cowboys
- 1971: Nikolaus und Alexandra
- 1974: Der Pate – Teil II
- 1975: Barry Lyndon
- 1977: Hitler, ein Film aus Deutschland
- 1980: Heaven’s Gate
- 1982: Gandhi
- 1984: Es war einmal in Amerika
- 1990: Der mit dem Wolf tanzt (Langfassung)
- 1993: Die Macht der Bilder: Leni Riefenstahl
- 2004: Alexander (The Final Cut)
- 2005: Königreich der Himmel (Director's Cut)
- 2015: The Hateful Eight
- 2024: Der Brutalist